# 滨江道 (中华民国)
滨江道，民国初年设置的道。

## 历史
1913年1月29日，吉林省民政长官公署奉令将吉林省西北路分巡兵备道改为吉林省西北路道，隶属吉林省民政公署。1914年5月26日西北路道改置滨江道，观察使改称道尹，属吉林省巡按使公署（至1916年7月）和吉林省长官公署。
道署设于滨江县（今黑龙江哈尔滨市）。辖滨江、长寿、榆树、新城、双城、宾县、阿城、五常等8个县。辖境约当今黑龙江省宾县、延寿县、尚志县、五常县以西，松花江以南，拉林河以北，松花江及吉林省榆树市至黑龙江五常一线以北地区。1922年4月由五常县、同宾县二县析置乌珠河设治局和苇沙河设治局。1927年二设治局升县，并改名珠河与苇河。1929年2月25日废滨江道。
滨江道尹公署下设秘书长、秘书处、支应处、内务科、外交科、诉讼科。
滨江道尹兼任外交特派员，负责辖境内的对外交涉事务。历任：
- 西北路道观察使：李家鳌（1913．1－1914．5）
- 滨江道道尹：李家鳌（1914．6－1914．9）
- 李鸿漠（1914．9－1915．3）
- 王树瀚（1915．3－1916．3）
- 李鸿漠（1916．3－1917．11）
- 施照常（1917．11－1918．4）
- 李家鳌（1918．4－1919．1）
- 傅疆（1919．1－1919．12）
- 董士恩（1919．12－1921．8）
- 张寿增（1921．8－1923．3）
- 蔡运升（1923．3－1929．2）。